# Außenlandung

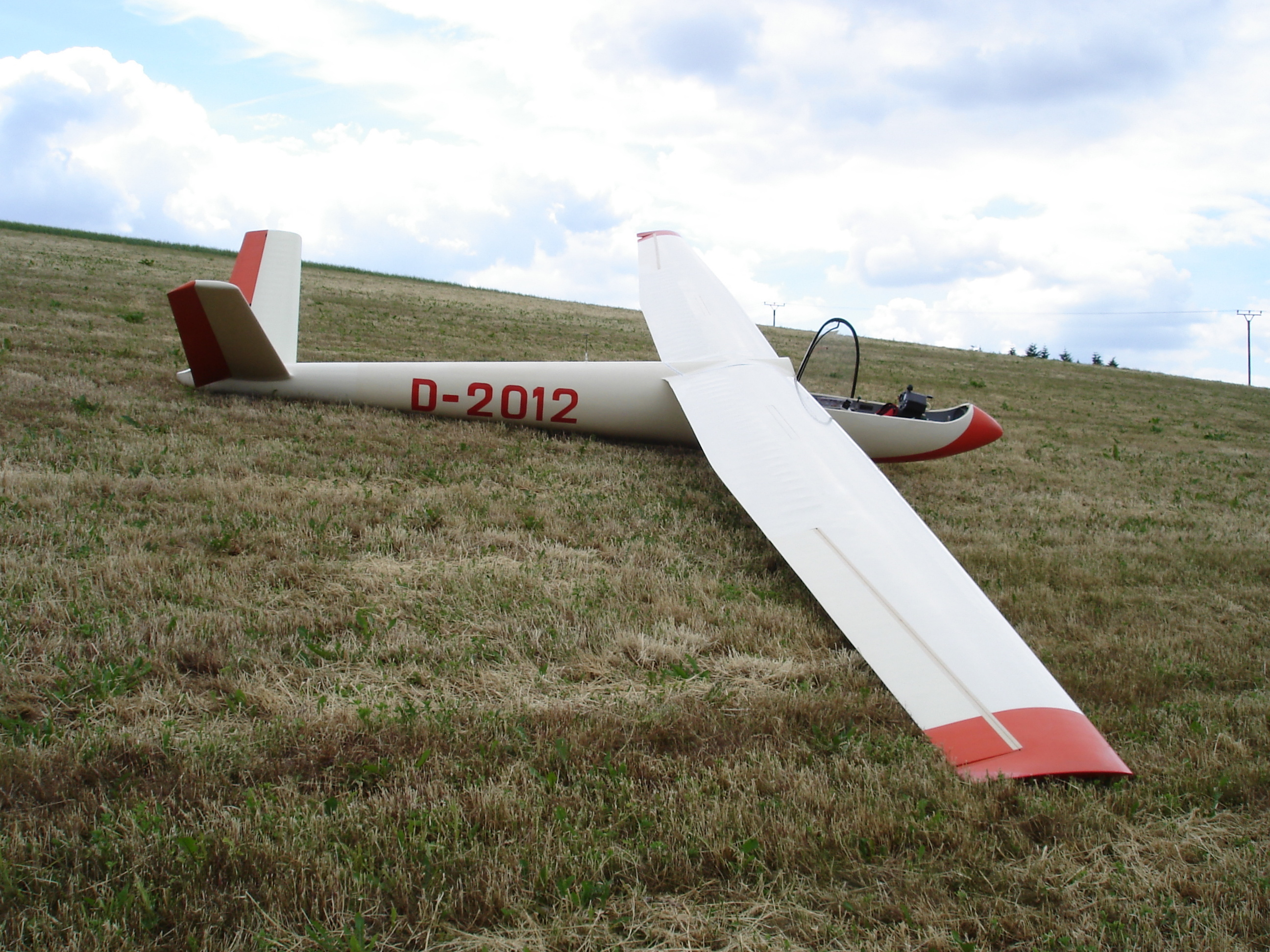
Segelflugzeug nach einer Außenlandung

Eine Außenlandung bezeichnet die Landung eines Luftfahrzeuges außerhalb eines Flugplatzes.
Auch ein Abweichen von bestimmten flugplatzbetrieblichen Regelungen (Start- und Landebahnen, Betriebsstunden, Betriebsbeschränkungszeiten) wird als Außenlandung bezeichnet.
In Staaten mit Flugplatzzwang stellt die Landung an einem Flugplatz die Regel dar, die Außenlandung ist die Ausnahme.
Befugte Außenlandungen sind insbesondere Notlandungen, Sicherheitslandungen, im Vorfeld genehmigte Außenlandungen, Landungen zur Rettung von Personen, Landungen wenn der Ort der Landung infolge der Eigenschaften des Luftfahrzeugs nicht vorausbestimmbar ist (etwa bei Motorseglern, Segelflugzeugen, Hängegleitern oder Gleitschirmen und Ballons) sowie weitere erlaubnisfreie Außenlandungen nach den jeweiligen nationalstaatlichen Vorschriften.

## Rechtslage

### Deutschland
In Deutschland herrscht Flugplatzzwang.
Man unterscheidet echte Außenlandungen und unechte Außenlandungen. Während echte Außenlandungen außerhalb zugelassener Flugplätze, also auf freiem Gelände, stattfinden, bezeichnen unechte Außenlandungen Landungen auf einem Flugplatz, die aber von den flugplatzbetrieblichen Regelungen (Start- und Landebahnen, Betriebsstunden, Betriebsbeschränkungszeiten) abweichen oder wenn derjenige Flugplatz gerade nicht für das jeweilige Luftfahrzeugmuster zugelassen ist.
Unbefugte Außenlandungen können als Ordnungswidrigkeit (§ 58 Abs. 1 Nr. 8a LuftVG) oder Straftat (§ 60 Abs. 1 Nr. 4 LuftVG) geahndet werden.
Die Ausnahmen vom Flugplatzzwang sind in § 25 Abs. 1 Satz 1 LuftVG sowie § 25 Abs. 2 LuftVG abschließend geregelt (befugte Außenlandungen).

#### Vorher genehmigte Außenlandungen
Vorher genehmigte Außenlandungen (§ 25 Abs. 1 Satz 1 LuftVG) sind befugt. Die Genehmigung umfasst zwei erforderliche Teile: die öffentlich-rechtliche Erlaubnis durch die Behörde sowie die Zustimmung des Grundstückseigentümer als zivilrechtlicher Teil. Fehlt nur einer der beiden Teile ist die Außenlandung unbefugt. Die öffentlich-rechtliche Erlaubnis wird in der Regel von den Landesluftfahrtbehörden erteilt (§ 18 Abs. 1 LuftVO). Sie kann als Einzelerlaubnis oder als Allgemeinerlaubnis erteilt werden. Eine Allgemeinerlaubnis ist eine öffentlich-rechtliche Erlaubnis ohne vorherige Einzelfallprüfung. In der Verwaltungspraxis wird die Allgemeinerlaubnis nur an Berufsluftfahrzeugführer erteilt und ist mit einer Vielzahl einschränkender Nebenbestimmungen und Meldepflichten versehen. Egal in welcher Form ersetzt die öffentlich-rechtliche Erlaubnis nicht die Zustimmung des Grundstückeigentümers.

#### Erlaubnisfreie Landungen
Bestimmte Landungen sind erlaubnisfrei (§ 25 Abs. 2 LuftVG) und bedürfen weder einer öffentlich-rechtlichen Erlaubnis, noch einer zivilrechtlichen Zustimmung (§ 25 Abs. 2 Satz 1 LuftVG).

##### Ort der Landung infolge der Eigenschaften des Luftfahrzeugs nicht vorausbestimmbar
Da der Landeort von Motorseglern, Segelflugzeugen, Hängegleitern und Gleitschirmen nicht immer vorherbestimmbar ist (§ 25 Abs. 2 Satz 1 Nr. 1 LuftVG, § 18 Abs. 3 LuftVO), sind diese Landungen erlaubnisfrei.

##### Landung an Landestelle im öffentlichen Interesse
Einzelne Landungen an einer „Örtlichkeit von öffentlichem Interesse“ (Public Interest Site, PIS, § 25 Abs. 2 Satz 1 Nr. 2 LuftVG) gemäß Art. 2 Nr. 3 der europäischen Flugbetriebsverordnung, Verordnung (EU) Nr. 965/2012, sind erlaubnisfrei im Sinne des § 25 LuftVG. Gleichwohl bedarf die Nutzung einer solchen Landestelle der allgemeinen Genehmigung durch das Luftfahrtbundesamt, zumal wenn von den Leistungserleichterungen in CAT.POL.H. 225 der Flugbetriebsverordnung Gebrauch gemacht werden soll (§ 25 Abs. 4 LuftVG). In der Regel handelt es sich dabei um Landestellen an Krankenhäusern, die ausschließlich im Rahmen des öffentlichen Rettungswesens genutzt werden.

##### Landung zur Rettung von Personen, Sicherheitslandung und Notlandung
Landungen, die aus Gründen der Sicherheit erforderlich sind (§ 25 Abs. 2 Satz 1 Nr. 3 LuftVG), sind erlaubnisfrei. Dasselbe gilt für den Wiederstart nach einer solchen Landung, mit Ausnahme einer Notlandung. Um eine Notlandung handelt es sich nur dann, wenn sie aufgrund einer Luftnotlage erfolgt.
Ebenso erlaubnisfrei sind Landungen, die erforderlich sind zur Hilfeleistung bei einer Gefahr für Leib oder Leben einer Person sowie der Wiederstart nach einer solchen Landung. Von dieser Vorschrift machen regelmäßig Rettungshubschrauberführer Gebrauch, aber auch andere Luftfahrzeugführer können sich darauf berufen. Rettungshubschrauber haben per se keine Sonderrechte zur Außenlandung.

#### Schadensregulierung
Jeder Luftfahrzeughalter muss sich nach § 43 LuftVG gegen Schäden, die bei einer Außenlandung z. B. an der Ernte eines Ackers verursacht werden, versichern. Ist der Besitzer des Grundstücks über die Details der Versicherung informiert worden, darf er den Wiederstart oder Abtransport des Luftfahrzeugs nicht verhindern.

## Motorflugzeuge/Hubschrauber

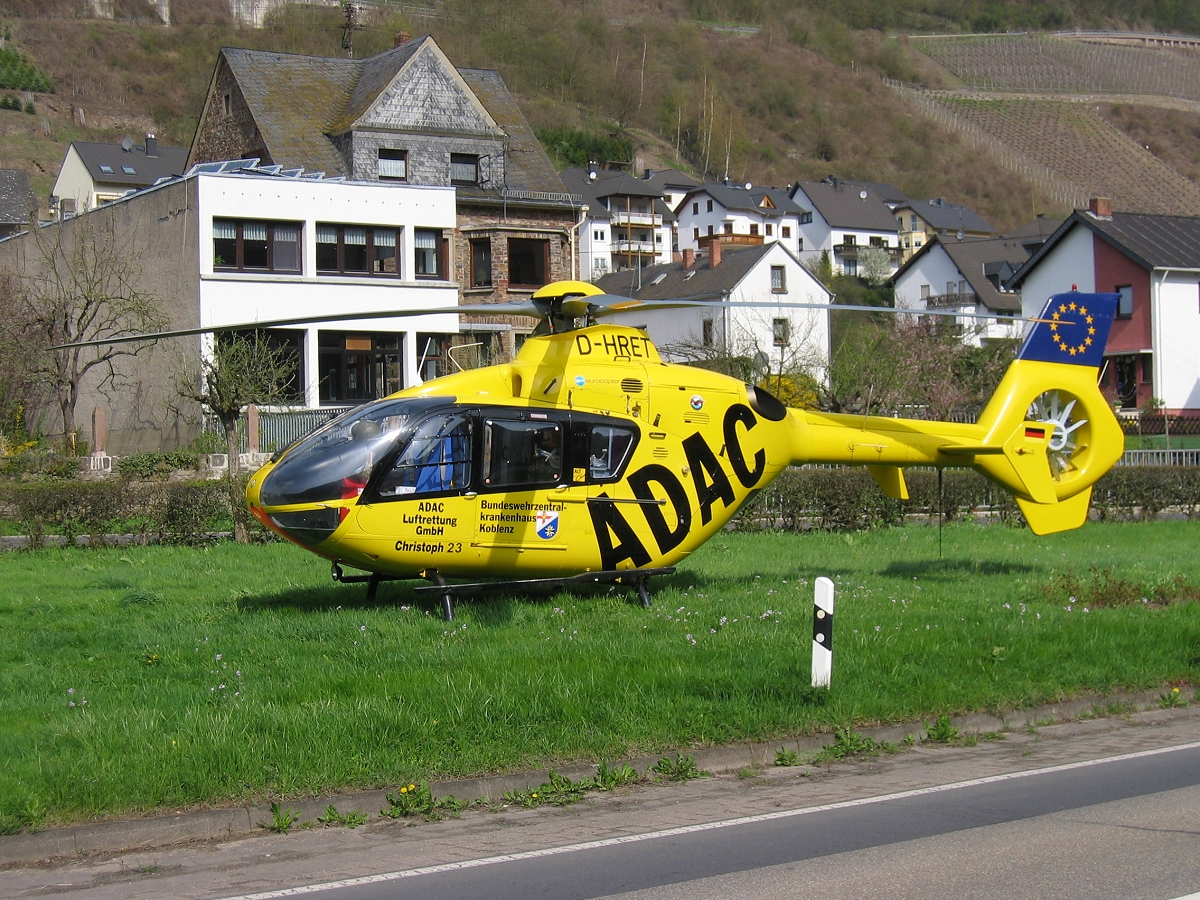
Außenlandung eines Rettungshubschraubers

Da motorgetriebene Fluggeräte zur Bewältigung der Flugstrecke nicht auf Energiegewinn durch Aufwinde angewiesen sind und somit den Landeplatz frei wählen können, stellt aufgrund des Flugplatzzwanges eine Außenlandung stets eine besondere und nicht dem Regelfall entsprechende Situation dar, für die es drei Veranlassungen geben kann:
- genehmigte Außenlandungen: Besteht begründeter Bedarf für eine Außenlandung, dann kann bei der Luftaufsichtsbehörde eine Genehmigung eingeholt werden.
- Sicherheitslandung: Eine Sicherheitslandung dient dazu, eine bevorstehende Notlage zu vermeiden. Diese ist gegeben, wenn aufgrund einer Luftsituation das Anfliegen eines Flughafens mit zusätzlichen, vermeidbaren Risiken verbunden wäre. Dies ist z. B. der Fall, wenn ein zum Betrieb des Flugzeuges notwendiges Gerät Anzeichen eines bevorstehenden Ausfalls zeigt oder auch wenn dem Piloten schlecht werden sollte. Nach der Landung ist der Grundstückseigentümer zu ermitteln und über die Lage aufzuklären – insbesondere in versicherungsrechtlicher Sicht. Der Wiederstart nach einer Sicherheitslandung bedarf keiner Genehmigung und darf nicht behindert werden.
- Notlandung: Eine Notlandung unterscheidet sich von der Sicherheitslandung dadurch, dass eine Notlage eingetreten ist und ein sicherer Weiterflug nicht möglich ist. Eine Notlandung muss der Luftfahrtbehörde angezeigt werden. Der Wiederstart darf nur nach Genehmigung durch diese erfolgen. Dazu muss gewährleistet sein, dass sich die Maschine in einem verkehrssicheren und flugtauglichen Zustand befindet sowie die Start- und Abflugstrecke ohne Sicherheitsrisiken ist.

Grundsätzlich gilt für alle Sicherheitslandungen und Notlandungen mit Flächenflugzeugen, dass im Transponder der Notfallcode 7700 einzustellen und eine Ankündigung auf der Notfrequenz 121,500 MHz abzusetzen ist.
Zur Personensuche, -rettung oder -bergung machen Rettungshubschrauber wie auch Hubschrauber von Polizei oder Heer regelmäßig Außenlandungen. Dies beinhaltet auch die Zwischenlandung, um einen Flugretter und Krankentrage an ein Seil zu nehmen oder abzusetzen und an Bord zu nehmen. Aus Zeitnot kommt es dabei mitunter vor, dass ein Zaun oder Tor zu einem Gelände gewaltsam geöffnet wird. So wurde im April 2021 ein Fußball-Sportplatz in Mödling von einem Rettungshubschrauber genutzt und das Tor mit einem Bolzenschneider geknackt.
Für das Absetzen und Aufnehmen einer Person und/oder einer Trage via Bergeseil ist keine Landung des Helikopters also am Boden weniger Platz und keine Ebenheit des Geländes nötig. Um die horizontale Flugstrecke (Fahrtwind, Auskühlung, schlechte Versorgbarkeit, extra Luftwiderstand und Flugrisiko) kurz zu halten, werden Retter und Trage bald an einem geeigneten Außenlandeplatz abgesetzt und zumindest der Patient an Bord genommen.

## Segelflugzeuge
Da Segelflugzeuge über keinen Antrieb verfügen und damit eine Erreichbarkeit der nächsten offiziellen Landemöglichkeit nicht immer gewährt sein kann, stellen Außenlandungen von Segelflugzeugen prinzipbedingt keinen Ausnahmefall dar und sind Teil der Ausbildung zum Segelflugzeugpiloten. Eine solche Landung kann immer dann nötig werden, wenn die nutzbaren Aufwinde nicht mehr ausreichen, um den Flug fortzusetzen und wenn kein geeigneter Flugplatz in Reichweite ist. Für eine Außenlandung eignet sich am besten ein ebenes Gelände ohne hohen Bewuchs, wie z. B. abgeerntete Felder. Hoher Bewuchs auf Äckern und Wiesen kann gefährliche Hindernisse wie Steine und Gräben verbergen. Solche Plätze sind daher ‚zweite Wahl‘. Hohes Gras und Getreide kann sich auch um tief hängende, eintauchende Flügel wickeln, zu starkem einseitigen Abbremsen desselben und damit zu Unfällen führen (sogenannter „Ringelpiez“).
Im Gebirge sind geeignete Außenlandefelder naturgemäß selten. Verschiedene Clubs publizieren Broschüren mit Luftaufnahmen und Kartenausschnitten von solchen Landefeldern; in Frankreich arbeitet der FFVV mit den Landbesitzern zusammen und stellt sicher, dass die Landefelder in landbarem Zustand sind. Die Beschaffung von Informationen über die vorhandenen Landefelder gehört unabdingbar zur Vorbereitung eines Gebirgsflugs.
Das Segelflugzeug muss dann auf dem Landwege zum Flugplatz zurücktransportiert werden. Die Tragflächen und üblicherweise auch das Höhenleitwerk können dazu demontiert werden, so dass das Flugzeug in einem dafür vorgesehenen Auto-Anhänger verstaut werden kann. Bei modernen Segelflugzeugen ist das Zerlegen (und Zusammenbauen) meist einfacher als bei älteren Typen und kann von nur zwei Personen bewerkstelligt werden, mit weiteren Hilfsmitteln (z. B. Stützen für die Tragflächen, Halterung für den Rumpf u. Ä.) auch alleine.

## Gleitschirme und Hängegleiter

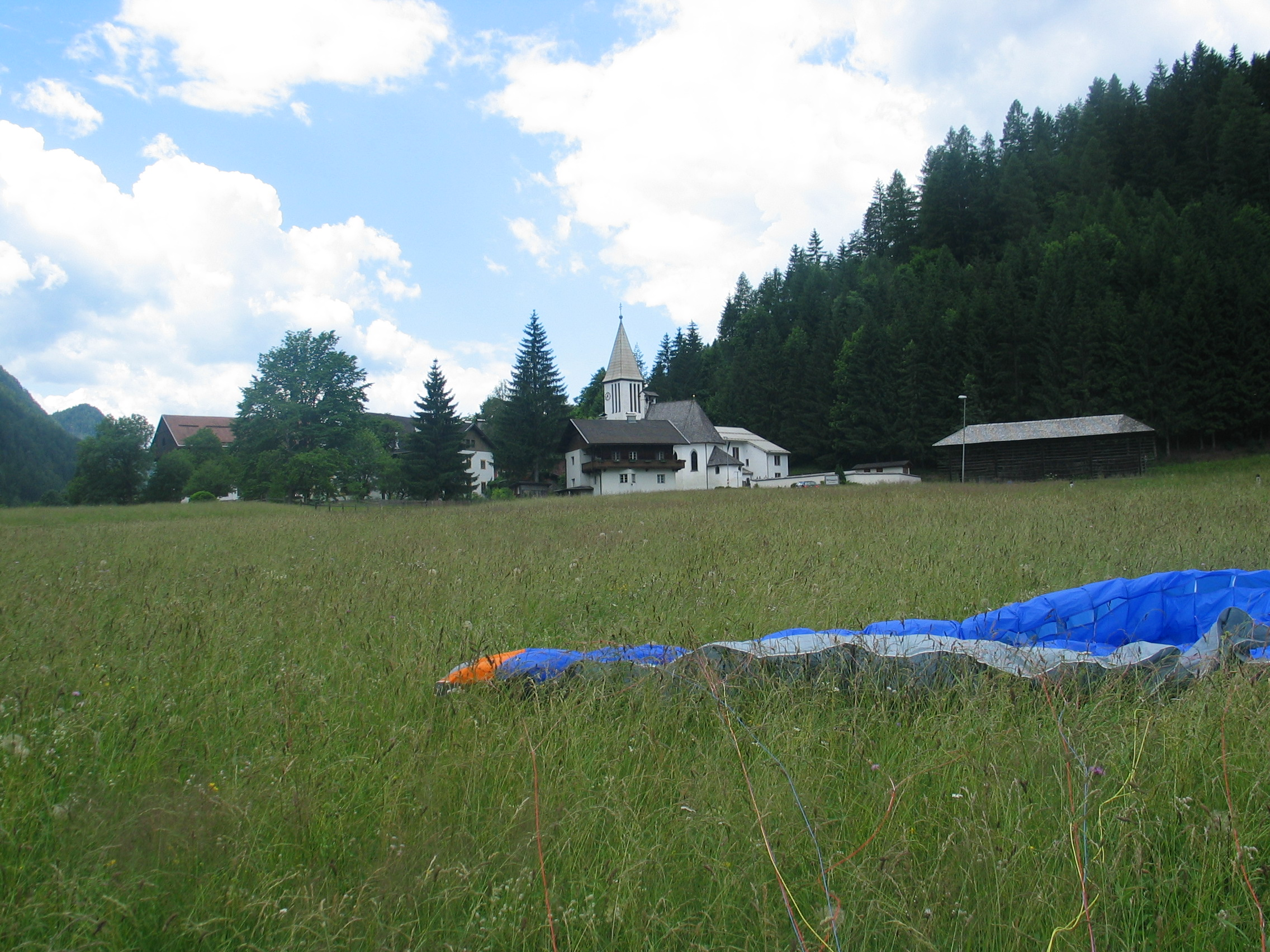
Gleitschirm Außenlandung

Hängegleiter und Gleitschirme kommen bei Außenlandungen mit wenig Platz aus, da sie eine geringe Fluggeschwindigkeit haben. Auch hier werden gemähte Wiesen oder abgeerntete Felder bevorzugt, um den Flurschaden gering zu halten. Gleitschirme können notfalls sogar in kleinen Lichtungen landen, da sie durch enges Kreisen nahezu senkrecht Höhe abbauen können. Hängegleiter haben einen Gleitwinkel von etwa 1:15, Gleitschirme von etwa 1:8.

## Fallschirme
Beim Fallschirmspringen gilt eine Landung im Umkreis von 5 km um den Landeplatz nicht als Außenlandung.
Man unterscheidet zwischen einer angemeldeten und einer unangemeldeten Außenlandung:
- Angemeldete Außenlandung: Anmeldung beim LBA und beim 
DFV, es muss des Weiteren ein Geländegutachten vorhanden sein. (z. B. Sportfeste oder andere Festveranstaltungen)
- Unangemeldete Außenlandung: Beispielsweise durch Absetzfehler des Absetzers verursachtes, nicht planmäßiges Landen außerhalb des Landeplatzes.

## Spektakuläre Außenlandungen
- Eine der spektakulärsten Außenlandungen erfolgte am 28. Mai 1987 als der 18-jährige Deutsche Mathias Rust mit einer Cessna 172 P in Moskau unweit des Roten Platzes landete.